# West Tilbury
West Tilbury – wieś w Anglii, w hrabstwie ceremonialnym Essex, w dystrykcie (unitary authority) Thurrock. Leży 30 km na południe od miasta Chelmsford i 36 km na wschód od Londynu.